# Lisbon (Dakota del Nord)
Lisbon és una població dels Estats Units a l'estat de Dakota del Nord. Segons el cens del 2000 tenia 2.292 habitants.

## Demografia
Segons el cens del 2000, Lisbon tenia 2.292 habitants, 948 habitatges, i 571 famílies. La densitat de població era de 393,3 hab./km².
Dels 948 habitatges en un 29,1% hi vivien nens de menys de 18 anys, en un 52,1% hi vivien parelles casades, en un 6,2% dones solteres, i en un 39,7% no eren unitats familiars. En el 37,6% dels habitatges hi vivien persones soles el 20,3% de les quals corresponia a persones de 65 anys o més que vivien soles. El nombre mitjà de persones vivint en cada habitatge era de 2,19 i el nombre mitjà de persones que vivien en cada família era de 2,9.
Per edats la població es repartia de la següent manera: un 21,9% tenia menys de 18 anys, un 6,2% entre 18 i 24, un 23,7% entre 25 i 44, un 21,6% de 45 a 60 i un 26,7% 65 anys o més.
L'edat mediana era de 44 anys. Per cada 100 dones de 18 o més anys hi havia 100,4 homes.
La renda mediana per habitatge era de 38.024 $ i la renda mediana per família de 47.566 $. Els homes tenien una renda mediana de 36.917 $ mentre que les dones 18.315 $. La renda per capita de la població era de 18.757 $. Entorn del 0,3% de les famílies i el 4,7% de la població estaven per davall del llindar de pobresa.

## Poblacions més properes
El següent diagrama mostra les poblacions més properes.